# Paulos Kounnas
Paulos Kounnas (in greco: Παύλος Κουννάς; 1º settembre 1960) è un ex calciatore cipriota, di ruolo centrocampista.

## Carriera
Ha giocato 8 partite per la nazionale cipriota dal 1981 e il 1984.